# Kurt Schramm
Kurt Schramm (ur. 30 marca 1937, zm. 17 maja 2022) – niemiecki skoczek narciarski, reprezentant Niemieckiej Republiki Demokratycznej, uczestnik Mistrzostw Świata w Narciarstwie Klasycznym 1962.
W lutym 1962 uczestniczył w mistrzostwach świata w narciarstwie klasycznym. W konkursie skoków na skoczni K-90 zajął piętnaste miejsce, a na skoczni K-60 był jedenasty.
W latach 1960–1962 startował w konkursach Turnieju Czterech Skoczni. Trzykrotnie plasował się w pierwszej dziesiątce zawodów tej rangi - 1 stycznia 1961 w Garmisch-Partenkirchen był dziewiąty, 8 stycznia tego samego roku w Bischofshofen zajął ósme miejsce, a 30 grudnia 1962 w Innsbrucku uplasował się na piątej pozycji.

## Osiągnięcia

### Mistrzostwa świata
| Mistrzostwa    | Data           | Skocznia | Konkurs | Skok 1    | Skok 1 | Skok 2    | Skok 2 | Skok 3    | Skok 3 | Nota łączna | Miejsce | Strata | Zwycięzca        | Źródło |
| Mistrzostwa    | Data           | Skocznia | Konkurs | Odległość | Nota   | Odległość | Nota   | Odległość | Nota   | Nota łączna | Miejsce | Strata | Zwycięzca        | Źródło |
| -------------- | -------------- | -------- | ------- | --------- | ------ | --------- | ------ | --------- | ------ | ----------- | ------- | ------ | ---------------- | ------ |
| 1962, Zakopane | 21 lutego 1962 | normalna | ind.    | 65,5      | 103,8  | 67,5      | 107,6  | 69,5      | 104,8  | 212,4       | 11.     | 11,2   | Toralf Engan     | [ 2 ]  |
| 1962, Zakopane | 25 lutego 1962 | duża     | ind.    | 90,5      | 101,0  | 94,5      | 106,5  | 94,5      | 105,8  | 212,3       | 15.     | 29,1   | Helmut Recknagel | [ 3 ]  |